# Marimbondos de Fogo
Marimbondos de Fogo é um livro de poemas do político e escritor brasileiro José Sarney, publicado em 1978. Dois anos depois de sua publicação, Sarney foi eleito membro da Academia Brasileira de Letras.
A obra já recebeu críticas negativas de intelectuais como Millôr Fernandes, o qual descreveu Marimbondos de Fogo como "um livro que quando você larga não consegue mais pegar". Já foi parodiado também pelo Casseta & Planeta, que disse que a obra era parte da trilogia completada por "Marimbondos de Porre" e "Marimbondos de Ressaca".